# スプラウト (芸能プロダクション)
スプラウトは、2012年3月に設立された、主として女子大学生・タレントの所属が中心となっている芸能事務所。

## 概要
元々は女性のフリーアナウンサーやキャスター・女優を中心とした芸能事務所「セント・フォース」のセクションの一つとして、女子大生タレントを中心にして2009年5月に立ち上げられた「セント・フォース スプラウト」が源流。スプラウト部門所属の女子大生たちは、セント・フォース内の「新芽」だと、立ち上げ当初に説明されていた。
2012年にセント・フォース全額出資により、スプラウト部門を分社・独立化した完全子会社となる。
基本的にはセント・フォースの一セクション時代から所属していたスプラウトのメンバーがそのまま移籍・転入する格好となっているが、一部のスプラウトメンバーは他社へ移籍、あるいは親会社のセント・フォースにそのまま「残留」、谷中麻里衣らのように、一旦セント・フォース本体のスプラウト部門からスライド移籍したのち、再びセント・フォース本体に戻る実質的な「出向タレント」もいる。
現在では大学生以外のメンバーも参加。過去のメンバーについては分社前にスプラウトを離脱したタレント項を参照。
分社・独立化したが、スプラウト所属タレントは、セント・フォース携帯サイトで待受画像やブログなどのコンテンツを展開。

## 特色
お天気キャスターを経験したタレントが多い。スプラウトではじめてお天気キャスターになったのは谷中麻里衣（※）、はじめて帯番組のお天気キャスターになったのは上野優花（※）。スプラウトで雑誌の表紙を飾ったのもこの二人だけで、谷中・上野の順でビッグコミックスピリッツのカバーガールとなった。スプラウトで初めて個人カレンダー発売が決定したのは上野、初めてCM出演を果たしたのは谷中。色紙千尋（※）を始め、ミスキャンパスも多い。森千晶（その後、退社）や林詩遥子（その後、退社）などの高学歴タレントや、谷中（その後、退社）や佐藤メリサ（その後、退社）など語学に堪能な者もいる。
（※）…現在はセント・フォース所属

### ラジオ番組
2015年4月より、当社が企画協力し、当社所属のタレントが週替わりでパーソナリティーを担当するラジオ番組『gee up sprout』が、横浜市青葉区を主要なサービスエリアとするコミュニティFM放送「横浜コミュニティ放送（FM salus）」にて毎週土曜日20時から21時に生放送されている。同番組は各種インターネットラジオにも配信している。

## 所属タレント
2025年4月現在
- 石井凜
- 稲葉美羽
- 乾湖々
- 井上登美
- 延命杏咲実
- 岡本亜莉咲
- 沖百合子
- 加納美月
- カラーダラスコン・マリアンナ
- 菊池陽奈乃
- 小菅汐音
- 齊藤美雅
- 佐塚こころ
- 鈴木英玲菜
- 高橋優乃
- 田中裕理
- 田辺萌夏
- 田丸萌夕希
- 鶴岡璃子
- 寺田美結
- 永井玲衣
- 野田心優
- 橋本和果
- 半田遥
- 藤村夕鶴羽
- 峯本奈津

## 元「スプラウト」所属タレント

### 分社後にセント・フォース本体に復帰・転籍
☆は分社前にもセント・フォースに属していた人物
- 浅賀優美☆
- 阿部華也子
- 安藤咲良
- 池田穂乃花
- 伊藤京子
- 石塚瞳 - 関西部門に転籍
- 伊東紗冶子 - 関西部門に転籍
- 今井美桜
- 上野優花☆
- 岡副麻希
- 岡田朋峰 - 2019年度ミス・インターナショナル日本代表 2020年度の一時期在籍
- 岡田美里 - セント・フォースではマネージャー
- 加藤あおい - 関西部門に転籍
- 上村さや香（kamin）[2]
- 香屋ルリコ☆
- 河西歩果
- 川村優希 - ゾーン部門に転籍
- 北川彩
- 河野ゆかり - ゾーン部門に転籍
- 齋藤菜月
- 塩川菜摘
- 色紙千尋
- 田﨑さくら
- 高木由梨奈
- 竹内紫麻
- 玉木碧☆
- 谷中麻里衣☆ - 2011年度ミス日本グランプリ 同年度一時期在籍
- 長野静☆
- 中川絵美里
- 林佑香
- プリシラ彩華
- 福田成美
- 堀江聖夏
- 森千晴
- 結城香織
- 吉田奈央
- 吉田悠希

### 分社後に移籍・独立など
- 東菜美子
- 阿部優貴子（→CBCテレビ→その後セント・フォース本体に再所属）
- 安藤葵咲
- 安藤きらり
- 池田花歩
- 池谷麻依（→テレビ朝日）
- 石川みなみ（→日本テレビ）
- 石渡花菜
- 磯貝初奈（→中京テレビ→その後セント・フォース本体に再所属）
- 井上清華（→フジテレビ）
- 上田芹莉（→毎日放送）
- 宇賀神メグ（→TBS）
- 内田有紗（→テレビ信州→セント・フォース→フリー）
- 江原凜
- 奥貫仁美（→NHK福井放送局→NHK水戸放送局→圭三プロダクション）
- 尾形杏奈（→名古屋テレビ放送）
- 岡町綾乃
- 奥原ゆきの（→生島企画室）
- 小田安珠（2020年ミス日本グランプリ→2022年青森放送→2024年フリー）
- 小野寺結衣（→その後セント・フォース本体に再所属）
- 勝又彩央里
- 角谷暁子（→テレビ東京）
- 上村さや香（→ 日本大学藝術学部音楽学科助教）
- 神田亜衣子
- 神田れいみ（→三桂PLUS、俳優の神田穣の姉）
- 木戸結菜
- 木村朱里
- 久保光代（→ABCテレビ）
- 弦間彩華（→IBC岩手放送→テレビ静岡）
- 小出友華
- 小山愛理（→ホリプロ）
- 管野倫
- 喜多由莉奈
- 熊原吏佳子
- 黒川美紅
- 斎藤紫帆
- 坂本奈優
- 佐藤メリサ
- 色紙悠
- 篠崎伽帆
- 篠原梨菜（→TBS）
- 下津里恵
- 白木愛奈（→静岡朝日テレビ）
- 白木莉花
- 杉本綾香
- 鈴木沙耶
- 鈴木里奈
- 園田愛莉
- 高橋明日香
- 高橋幸（→鹿児島テレビ→その後セント・フォース本体に再所属）
- 高橋茉莉（→プラチナムプロダクション）
- 高橋那奈
- 滝川聖蘭
- 田中瞳（→テレビ東京）
- 谷亜沙子（→スペースクラフトエージェンシー、現芸名：谷あさこ）
- 中山日南子
- 中塚美緒（→OHK岡山放送）
- 中道詩織（→福井テレビ）
- 南條早紀（→富山テレビ）
- 西辻未侑（→テレビ新潟）
- 西森空良
- 橋本華歩（→テレビ新潟）
- 長谷川ありさ
- 長谷川遥花
- 濵地佑里恵
- 林詩遥子
- 林田美学（→日本テレビ）
- 半田理恵
- 久村奈々子
- 日比麻音子（→TBS）
- 藤井さやか
- 藤田涼菜
- 細野皐月
- 松尾由加里（→アワーソングスクリエイティブ）
- 松本有紗（→ホリプロ）
- 松本華
- 宮尾玲衣
- 村上なつみ
- 茂手木葉奈
- 森香澄（→テレビ東京→seju（GROVE株式会社））
- 森千晶
- 森山みなみ（→テレビ朝日）
- 八木梨早
- 山﨑愛麻
- 山田璃々子
- 山本理桜
- 山本莉子
- 山本里咲（→日本テレビ）
- 山本里菜（→TBS→その後セント・フォース本体に再所属）
- 吉國唯（→富山テレビ）
- 吉澤真彩（→読売テレビ）
- 良原安美（→TBS）
- 依田奈波
- 和田麻友子
- 渡辺瑠海（→テレビ朝日）

### 分社前に「セント・フォース スプラウト」を離脱したタレント
- 宇田川玲
- 海藤由理
- 岸田麻未（→長野放送→生島企画室→ウェザーマップ）
- 佐伯璃沙
- 本多麻衣
- 山野瑞季